# Mihăești, Argeș
Mihăești là một xã thuộc hạt Argeș, România. Dân số thời điểm năm 2002 là 5901 người.